# 16452 Goldfinger
16452 Goldfinger è un asteroide della fascia principale. Scoperto nel 1989, presenta un'orbita caratterizzata da un semiasse maggiore pari a 2,4134043 UA e da un'eccentricità di 0,0776579, inclinata di 6,28615° rispetto all'eclittica.